# Noel O'Grady
Noel O'Grady, afkomstig uit County Mayo aan de westkust van Ierland, heeft de reputatie een van de bekendste bouzouki-spelers in de traditionele Ierse muziek te zijn. Na een periode in Londen, Engeland gewoond en gespeeld te hebben, keerde hij terug naar Mayo. Hij trad op als bouzouki-speler met Matt Molloy, Charlie Lennon, Maighread & Tríona Ní Dhomhnaill en met Liam O'Flynns Given Note Band.
Hij is ook een van de teamleden van de band Beginish.

## Discografie
- Within a Mile of Dublin
- Beginish - 1997
- Stormy Weather - 2001